# Amt Horneburg
Das Amt Horneburg war ein historisches Verwaltungsgebiet des Königreichs Hannover. Übergeordnete Verwaltungsebene war die Landdrostei Stade.

## Geschichte
Das Amt entstand im Zuge der Verwaltungsreform von 1852 durch Vereinigung des ehemaligen Patrimonialgerichte (seit 1836 Königliches Gericht) Horneburg, des ehemaligen Königlichen Gerichts Delm und Teilen der Ämter Harsefeld und Zeven. 1859 wurde es aufgehoben und in das Amt Harsefeld eingegliedert.

## Amtmann
- 1852–1859: Carl Otto Ludewig Sarninghausen, Amtmann